# Offentlighets- och sekretesslagen
Offentlighets- och sekretesslagen (OSL) (2009:400) är en svensk lag som trädde i kraft den 30 juni 2009, och samtidigt ersatte sekretesslagen (1980:100). Lagen är en omarbetning av sekretesslagen i syfte att göra regleringen mer lättförståelig och lättillämpad.
Lagen, som består av sju avdelningar, innehåller bestämmelser om myndigheters och vissa andra organs handläggning vid registrering, utlämnande och övrig hantering av allmänna handlingar.
Lagen innehåller också bestämmelser om tystnadsplikt i det allmännas verksamhet och om förbud att lämna ut allmänna handlingar. Förbud att röja uppgift gäller om det sker muntligen eller genom utlämnande av allmän handling eller på något annat sätt. 
Bestämmelserna innebär begränsningar i 
- yttrandefriheten enligt regeringsformen,
- rätten att ta del av allmänna handlingar som följer av tryckfrihetsförordningen samt i vissa fall även
- rätten att meddela och offentliggöra uppgifter som följer av tryckfrihetsförordningen och yttrandefrihetsgrundlagen.[2]

Det som avgör om en allmän handling ska omfattas av sekretess eller offentlighet beror på vilken typ av skaderekvisit som är tillämpligt.
Den första gången offentlighetsprincipen lagfästes i Sverige var genom tryckfrihetsförordningen 1766 som infördes genom kungl. maj:t förordning angående skriv- och tryckfrihet (2 december 1766) under en tid då mössorna hade makten.

## Första avdelningen
Den första avdelningen innehåller en innehållsförteckning i syfte att göra lagen mer användarvänlig. Varje kapitel innehåller underrubriker som gör att det snabbt går att få en överblick över dess innehåll. Den första avdelningen innehåller även bestämmelser om 
- lagens innehåll (1 kap.)[4]
- lagens tillämpningsområde (2 kap.)[5] och
- definitioner (3 kap.)[6]

## Andra avdelningen
Bestämmelserna om registrering och utlämnande av allmänna handlingar m.m. har gjorts teknikneutrala och samlats i lagens andra avdelning. De har placerats före bestämmelserna om sekretess för att betona att offentlighet är huvudregel och att sekretess är undantag. Den andra avdelningen innehåller bestämmelser om 
- hur sökande efter allmänna handlingar ska underlättas, m.m. (4 kap.)[7]
- registrering av allmänna handlingar och sekretessmarkering (5 kap.)[8] och
- utlämnande av allmänna handlingar och uppgifter, överklagande, m.m. (6 kap.)[9]

## Tredje avdelningen
Lagens tredje avdelning innehåller allmänna bestämmelser om sekretess. I denna avdelning finns grundläggande bestämmelser som styr tillämpningen av sekretessbestämmelserna. Innehållet i vissa av de grundläggande bestämmelserna har tidigare endast kommit till uttryck i sekretesslagens förarbeten. Tredje avdelningen innehåller
- grundläggande bestämmelser (7 kap.)[10]
- vilka sekretessen gäller mot (8 kap.)[11]
- förbud i annan lagstiftning mot att röja eller utnyttja uppgift (9 kap.)[12]
- sekretessbrytande bestämmelser och bestämmelser om undantag från sekretess (10 kap.)[13]
- överföring av sekretess (11 kap.)[14]
- sekretess i förhållande till den enskilde själv, m.m. (12 kap.)[15]
- rätten att meddela och offentliggöra uppgifter (13 kap.)[16] och
- ansvar (14 kap.)[17]

## Fjärde avdelningen
Den fjärde avdelningen innehåller bestämmelser om sekretess till skydd för allmänna intressen såsom  
- rikets säkerhet eller dess förhållande till andra stater eller mellanfolkliga organisationer (15 kap.)[18]
- rikets centrala finanspolitik, penningpolitik eller valutapolitik (16 kap.)[19]
- myndigheters verksamhet för inspektion, kontroll eller annan tillsyn (17 kap.)[20]
- intresset av att förebygga brott eller beivra brott (18 kap.)[21]
- det allmännas ekonomiska intresse (19 kap.)[22] och
- intresset av att bevara djur- eller växtart (20 kap.)[23]

## Femte avdelningen
Den femte avdelningen innehåller bestämmelser om sekretess till skydd för uppgift om enskilds personliga eller ekonomiska förhållanden. Vissa av dessa bestämmelser tillämpas oavsett i vilket sammanhang uppgiften förekommer (21 kap.)
Bestämmelserna i övrigt avser 
- folkbokföring, delgivning, m.m. (22 kap.)[24][25]
- utbildningsverksamhet, m.m. (23 kap.)[26]
- forskning och statistik (24 kap.)[27]
- hälso- och sjukvård, m.m. (25 kap.)[28]
- socialtjänst, kommunal bostadsförmedling, adoption, m.m. (26 kap.)[29]
- skatt, tull, m.m. (27 kap.)[30]
- socialförsäkring, studiestöd, arbetsmarknad, m.m. (28 kap.)[31]
- transporter och andra former av kommunikation (29 kap.)[32]
- tillsyn m.m. i fråga om näringslivet (30 kap.)[33]
- annan verksamhet med anknytning till näringslivet (31 kap.)[34]
- annan tillsyn, granskning, övervakning, m.m. (32 kap.)[35]
- Diskrimineringsombudsmannen, Barnombudsmannen, Konsumentombudsmannen, m.m. (33 kap.)[36]
- utsökning och indrivning, skuldsanering, m.m. (34 kap.)[37]
- verksamhet som syftar till att förebygga eller beivra brott, m.m. (35 kap.)[38]
- vissa mål och ärenden hos domstol, medling i arbetstvister, rättshjälp, m.m. (36 kap.)[39]
- utlänningskontroll, Schengensamarbetet, m.m. (37 kap.)[40]
- totalförsvar, krisberedskap, m.m. (38 kap.)[41]
- personaladministrativ verksamhet (39 kap.)[42] och
- övriga myndigheter och verksamheter (40 kap.)[43]

## Sjätte avdelningen
Den sjätte avdelningen innehåller särskilda bestämmelser om sekretess som gäller vissa organ nämligen  
- riksdagen och regeringen (41 kap.)[44]
- Riksdagens ombudsmän,(Justitieombudsmannen (JO)), Justitiekanslern (JK), Säkerhets- och integritetsskyddsnämnden, undersökningskommissioner (42 kap.)[45] och
- domstolar m.m. (43 kap.)[46]

## Sjunde avdelningen
Den sjunde avdelningen innehåller bestämmelser om tystnadsplikt som följer av bestämmelser i andra författningar än offentlighets- och sekretesslagen och som inskränker rätten att meddela och offentliggöra uppgifter (44 kap.)

## Förarbeten
- Motion 2008/09:K232 Offentlighetsprincipen
- Regeringens proposition 2008/09:150
- Betänkande 2008/09:KU24
- Riksdagsskrivelse 2008/09:237